# 磯部晃一 (CG)
磯部 晃一（いそべ こういち）は、日本のCGディレクター。
神奈川県出身。

## 主な作品

### 映画
- 『最終兵器彼女』 (2006)　- CGディレクター
- 『はやぶさ/HAYABUSA』 (2011)　- CGディレクター

### テレビドラマ
- 『里見八犬伝』 (2006)　- CGディレクター
- 『神の雫』 (2009)　- CGスーパーバイザー